# Nanstallon
Nanstallon – wieś w Wielkiej Brytanii, w Anglii, w Kornwalii położona 2 km na zachód od Bodminu nad rzeką Camel. Wieś znajduje się na szlaku turystycznym Saints' Way.

## Fort rzymski
We wsi znajduje się fort rzymski pochodzący z I w. n.e. odkryty w latach 70. przez Aileena Foxa, prawdopodobnie jeden z dwóch rzymskich fortów w Kornwalii.